# Slaget ved Dunkerque
Slaget ved Dunkerque var forsvaret og evakueringen af de britiske og allierede styrker, der var blevet afskåret fra den franske hovedstyrke af det tyske fremstød.
Efter den syv måneder lange stilstand, Spøgelseskrigen, begyndte Slaget om Frankrig for alvor den 10. maj 1940. Mod nord invaderede og besejrede den tyske Heeresgruppe B Holland og rykkede vestpå ind i Belgien. Den 14. maj brød Heeresgruppe A gennem Ardennerne og rykkede hurtigt vest på mod Sedan, og drejede derefter nord på mod Den engelske kanal i det, som feltmarskal Erich von Manstein kaldte "seglsnittet" (også kendt som Manstein planen).
En række allierede modangreb, heriblandt Slaget ved Arras, kunne ikke bremse det tyske fremstød, som nåede kysten den 20. maj og adskilte British Expeditionary Force ved Armentières, 1. franske Arme og den belgiske hær længere mod nord fra den franske hovedstyrke syd for gennembruddet. Efter at være nået til kysten svang de tyske tropper nordpå langs kysten og truede med at erobre havnene og indeslutte de britiske og franske styrker, inden de kunne nå at blive evakueret til Storbritannien.

## Slaget
Den 24. maj besøgte Hitler general Gerd von Rundstedts hovedkvarter i Charleville. Von Rundstedt fortalte ham, at infanteriet ville angribe de britiske styrker ved Arras, hvor de havde vist sig at være i stand til at yde betydelig modstand, men von Kleists kampvogne ville holde en linje vest og syd for Dunkerque for at kunne ramme de allierede styrker, der trak sig tilbage foran Heeresgruppe B.
Denne ordre tillod tyskerne at konsolidere deres gevinster og forberede en fremrykning mod syd mod de tilbageværende franske styrker. Hertil kom, at terrænet omkring Dunkerque ikke blev anset for egnet til kampvogne,
så nedkæmpelsen af de allierede styrker blev i starten overladt til Luftwaffe og det tyske infanteri i Heeresgruppe B.
Den egentlige grund til beslutningen om at standse de tyske kampvogne har været genstand for megen debat. Den mest gængse teori er, at von Rundstedt og Hitler enedes om at spare på kampvognene med henblik på Fall Rot, den senere fremrykning mod syd. En anden teori går ud på, at Hitler stadig søgte at slutte fred med briterne inden Operation Barbarossa så tyskerne kunne have en potentiel allieret mod Sovjetunionen.
Den 25. maj 1940 besluttede general Lord Gort, lederen af BEF, at evakuere de britiske styrker. Fra 25.-28. maj trak de britiske styrker sig omkring 50 km mod nordvest ind i en lomme omkring den fransk-belgiske grænse fra Dunkerque ved kysten til den belgiske by Poperinge. Den belgiske hær kapitulerede den 28. maj, efterfulgt den følgende dag af enheder fra den 1. franske Arme, der var omringet udenfor Dunkerque-lommen.
Den 27. maj indledtes evakueringen fra Dunkerque. De tyske Panzer-divisioner fik ordre til at genoptage deres fremrykning samme dag, men forstærkede forsvarsstillinger stoppede deres indledende fremstød, omend de resterende allierede styrker var blevet klemt ind i en 5 km bred kyststribe fra De Panne gennem Bray-Dunes til Dunkerque den 31. maj.
I alt fem nationer tog del i evakueringen fra Dunkerque – Storbritannien, Frankrig, Belgien, Holland og Polen.
Forsvaret af perimeteren førte til tab eller erobring af en række enheder i den britiske hær, såsom 2. bataljon af Royal Norfolk-regimentet, som var involveret i Le Paradis massakren den 26. maj. Over 35.000 franske soldater blev taget til fange. Alligevel blev der i løbet af de 9 dage fra 27. maj til 4. juni evakueret 338.226 mand fra Frankrig, herunder 139.997 franske og belgiske tropper sammen med en mindre gruppe hollandske tropper.
Antal evakuerede mænd (i kronologisk orden):
- 27. maj (7.669 mand)
- 28. maj (17.804 mand)
- 29. maj (47.310 mand)
- 30.–31. maj (120.927 mand)
- 1. juni (64.229 mand)
- 2–4. juni (op til 54.000 mand)

I overensstemmelse med det militære princip, hvorefter mænd har højere prioritet end våben, efterlod de allierede 2.000 kanoner, 60.000 lastbiler, 76.000 tons ammunition og 600.000 tons brændstof.
- 10.252 tyske soldater døde
- 42.000 blev såret
- 8.467 var savnede
- 1.212.000 hollændere, belgiere, franskmænd og briter blev taget til fange
- 30.000 briter blev dræbt eller såret
- 34.000 briter blev taget til fange
- 338.226 mænd blev reddet ved evakueringen

Tyskerne erobrede:
- 1.200 feltkanoner
- 1.250 anti-luftskyts kanoner
- 11.000 maskingeværer
- 25.000 køretøjer

## Efterspil
Den vellykkede evakuering af 338.000 allierede tropper fra Dunkerque afsluttede den første fase af slaget om Frankrig. Den betød et stort løft i den britiske moral, men efterlod Frankrig alene mod et fornyet tysk angreb mod syd. Den 51. britiske infanteridivision blev efterladt af briterne for at dække retræten. Mange af tropperne blev dræbt eller taget til fange. Tyske tropper rykkede ind i Paris den 14. juni og modtog Frankrigs overgivelse den 22. juni.
Et marmor-mindesmærke blev senere opstillet ved Dunkerque. Inskriptionen lyder: "Til glorværdigt minde om de piloter, søfolk og soldater fra Frankrig og de allierede hære, som ofrede sig i Slaget ved Dunkerque maj – juni 1940"
Tabet af så meget udstyr på strandene betød, at den britiske hær havde brug for måneders pause for at kunne blive genudstyret, og nogle planlagte introduktioner af nyt udstyr blev udskudt, mens industrien koncentrerede sig om at erstatte det tabte. Tropperne, der kom tilbage til Dunkerque, fik besked på at brænde eller på anden vis ødelægge deres køretøjer, så de ikke kunne komme tyskerne til gavn. Knapheden på køretøjer var efter Dunkerque så alvorlig, at den britiske hær måtte hente udtjente busser og lastbiler fra skrotpladserne og indsætte dem i transport af tropper. Nogle af disse gamle køretøjer (nogle havde kun bremser på baghjulene, hvilket gjorde dem ulovlige at bruge på britiske veje) var stadig i brug så sent som under Felttoget i Nordafrika to år senere.

## Ånden fra Dunkerque
Den vellykkede evakuering fra Dunkerque i 1940 og især den rolle, som de små skibe spillede, blev efterfølgende udnyttet meget effektivt i den britiske propaganda. Mange af de små skibe var private både, såsom fiskerbåde og fritidsbåde, men også færger og andre handelsskibe deltog i evakueringen. Der kom skibe så langt væk fra som Isle of Man og Glasgow. Disse mindre skibe blev ledet over Den engelske kanal af flådeenheder fra Themsens munding og fra Dover for at deltage i evakueringen. Da de havde en lavere dybgang, kunne de komme meget tættere ind til stranden end større skibe og kunne således sejle frem og tilbage til de større skibe længere fra land med tropper, der ofte stod i vand til skuldrene i timevis og ventede på at blive samlet op. I årtier efter krigen stod begrebet "ånden fra Dunkerque" for en udbredt tro på solidaritet mellem briter i modgangstider.

## Eksterne kilder
- Krigsmuseet i Dunkerque

51°02′03″N 2°22′37″Ø / 51.0343°N 2.376819°Ø